# Нижнетагильский театр юного зрителя имени П. П. Бажова
Театр юного зрителя им. П. П. Бажова при МБУК ДЦ Урал — один из четырёх театров Нижнего Тагила (Свердловская область, Россия). Самый маленький и самый молодой из всех театров города. Театр был создан на базе одного из залов кинотеатра «Урал». Расположен в Ленинском районе города, на пересечении проспекта Космонавтов и улицы Фрунзе, на Вые.

## История
ТЮЗ при МБУК «ДЦ „Урал“» был основан на базе старого двухэтажного кинотеатра «Урал» на Вые (жилой район в Центральной части Нижнего Тагила, на первом этаже «сталинского» жилого дома). С 1956 года к/т «Урал» ни разу не закрывался. Помещение сильно обветшало и требовало серьёзного ремонта, на который у города не было средств. К/т «Урал» пришёл в упадок и закрылся летом 2010 года. Заведение реорганизовали и переделали в Досуговый центр для жителей района. Позже в одном из залов был открыт частный театр для детей и их родителей.

## Репертуар
Театр ориентирован, в основном, на публику младшего, среднего и школьного возраста. Основные постановки: сказки, детские спектакли, иногда — кукольные представления.
Кроме того, проводятся выездные спектакли для детей в лагерях отдыха, в школах, детских садах и ДК города.